# Персько-візантійська війна (602—628)
Ірано-візантійська війна 602—628 років — остання війна між Візантійською імперією та державою Сасанідів, що тривала 26 років. Попередня війна завершилась 591 року, після того, як імператор Маврикій допоміг сасанідському шахиншаху Хосрову II повернути престол, захоплений узурпатором Бахрамом Чубіном. 602 року Маврикій був убитий під час повстання воєначальника Фоки, який став імператором. Хосров оголосив Фоці війну ніби для того, щоб помститись за смерть Маврикія.
Перший етап війни, що тривав від 602 до 622 року, виявився успішним для персів, які завоювали більшу частину Леванту, Єгипту й Анатолії. Лише імператор Іраклій, який зійшов на престол 610 року, незважаючи на початкові поразки, зумів повернути перебіг воєнних дій на свою користь. Перська кампанія Іраклія, що тривала від 622 до 626 року, змінила баланс сил і змусила персів перейти до оборони. Об'єднавшись з аварами, перси удались до останньої спроби взяти Константинополь 626 року, але зазнали поразки. Після того Іраклій вторгся до Перської держави 627 року, змусивши противника благати про мир, який був укладений на початку наступного року.
До кінця конфлікту, що затягнувся, обидві сторони були сильно виснажені й вичерпали свої людські та матеріальні ресурси, що дозволило арабам швидко завоювати всю імперію Сасанідів, а також візантійський Левант, Єгипет і Північну Африку.
Лев Гумільов назвав ту війну «Світовою війною VII століття».

## Передумови

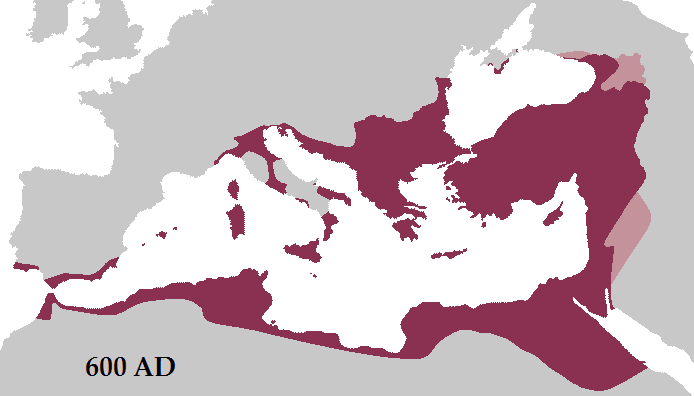
Візантійська імперія до початку VII століття

Після кількох десятиліть безрезультатних боїв імператор Маврикій завершив візантійсько-перську війну 572—591 років, надавши допомогу вигнаному сасанідському принцу Хосрову (майбутньому царю Хосрову II) з повернення престолу, що його узурпував полководець Бахрам Чубін. У вдячність за це імперія Сасанідів поступилась візантійцям північно-східною частиною Межиріччя та більшою частиною Вірменії, Кавказької Іберії (точні деталі договору невідомі). Ще більш важливим для візантійської економіки стало те, що відтоді імперія не мала сплачувати щорічну данину персам. Після того Маврикій розпочав нові кампанії на Балканах, щоб зупинити вторгнення слов'ян та аварів.
Військові походи попередника Маврикія Тиберія II Костянтина та його щедрість сильно виснажили казну, що залишилась йому в спадок від Юстина II. Щоб наповнити імперську казну, Маврикій ужив суворих фінансових заходів і скоротив солдатську платню, що призвело до чотирьох військових заколотів. Новий бунт, що виявився останнім для імператора, стався 602 року через те, що Маврикій наказав армії залишитись після походу за Дунай в задунайських землях на зиму. В результаті солдати проголосили імператором фракійського центуріона Фоку. Маврикій намагався захистити Константинополь, озброївши представників Синіх і Зелених — двох головних партій іподрому, втім той захід виявився неефективним. Імператор утік, але невдовзі був схоплений і вбитий солдатами Фоки.

## Початок конфлікту
Після вбивства Маврикія Нарсес, візантійський намісник у Межиріччі та військовий магістр, підбурив повстання проти Фоки й захопив Едесу, головне місто Візантійського Межиріччя. Тоді Фока доручив своєму воєначальнику Герману розпочати облогу Едеси, що спонукнуло Нарсеса звернутись по допомогу до царя Хосрова. Перський правитель, який був готовий допомогти помститись за Маврикія, свого «друга й батька», використав смерть імператора як привід для початку війни. Конфлікт був йому вигідний, оскільки він сподівався відвоювати у Візантії Вірменію й Межиріччя.
Невдовзі Герман загинув у битві проти персів. Армія, відряджена Фокою проти Хосрова, зазнала нищівної поразки біля фортеці Дари у Верхньому Межиріччі. 605 року той важливий візантійський опорний пункт після тривалої облоги був узятий військами Хосрова, які звели перед міськими стінами високий вал, що дозволив перським солдатам потрапити в Дару. Після цього Нарсес утік від євнуха Леонтія, відрядженого Фокою для перемовин з ним. Тоді новий воєначальник, коміт Доменціол, узяв його в облогу в Єраполі Сирійському й після тривалих перемовин умовив Нарсеса повернутись до Константинополя, щоб обговорити умови миру, втім Фока зрадницьки захопив противника у полон і спалив заживо в мідному бику. Страта Нарсеса разом із перемогою персів негативно позначилась на репутації Фоки. Після дворічної облоги перси взяли фортецю Хесна де Кефа (Хісн-Кайфа) (607). Успіхи Хосрова у війні з візантійцями пояснюються не тільки військовими й економічними факторами, але і невдоволенням населення політикою Фоки та м'яким ставленням персів до переможених народів.

## Повстання Іраклія

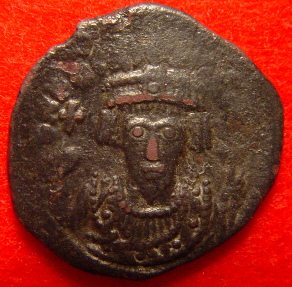
Монета з портретом Фоки

Невдовзі після цього (608) воєначальник і екзарх Африки Іраклій Старший за наполяганням зятя Фоки, коміта екскувіторів Приска, підбурив повстання. Він проголосив себе і свого сина, яки мав таке ж ім'я, співконсулами, тим самим висловивши претензії на престол, а також карбував монети, де вони обидва були зображені в консульському одязі.
Приблизно в той же час розпочався заколот у Сирії та Палестині Примі, що став продовженням повстання Іраклія. 609 або 610 року помер патріарх Антіохійський Анастасій II. Багато джерел стверджують, що євреї брали активну участь у бойових діях, хоч незрозуміло, де вони були представниками певних фракцій, а де були просто противниками християн. Фока відповів тим, що призначив Бона комітом Сходу й відрядив його на придушення заворушень. Бон покарав партію Зелених в Антіохії за активну участь її представників у заколоті 609 року.
Після того Іраклій Старший спорядив армію на чолі зі своїм племінником Микитою для нападу на Єгипет. Бон спробував зупинити Микиту, але зазнав поразки в передмісті Александрії. Микиті вдалось захопити провінцію 610 року та зміцнити владу Іраклія за допомогою патріарха Івана V Милостивого, обраного за підтримки Микити.
Головного удару по Константинополю заколотники розраховували завдати за допомоги військового флоту на чолі з Іраклієм Молодшим, який мав стати новим імператором замість Фоки. Поспіхом організований спротив проти Іраклія невдовзі було придушено, Фока був виданий йому патрикієм Пробом (Фотієм) і страчений. Відомо, що Іраклій спитав у Фоки перед стратою:
|  | Чому ти так мерзенно правив? |

Повалений імператор йому відповів так:
|  | Побачимо, чи будеш ти правити краще. |

Згадки про Іраклія Старшого невдовзі після тієї події зникли з джерел; імовірно, він помер, але точна дата його смерті невідома.
Після вінчання на царство патріархом і шлюбу з Фабією Євдокією, тридцятип'ятирічний Іраклій I перейшов до вирішення головних проблем, що стояли перед імперією. Брат Фоки, військовий магістр Коменціол, який командував значними силами в центральній частині Анатолії, був суттєвою загрозою для влади Іраклія, але він був убитий вірменським воєначальником Юстином. Тим не менше, передача війська іншому воєначальнику була відкладена, що дозволило персам просунутись далі вглиб Анатолії. Намагаючись збільшити прибутки та скоротити видатки, Іраклій обмежив кількість церковнослужителів у Константинополі, які фінансувались державою, і не платив новим чиновникам платню з імперської казни. Імператор використовував різні церемонії, щоб узаконити своє правління в очах народу; окрім того, він стежив за бездоганним додержанням правосуддя з метою зміцнення своєї влади.

## Вторгнення персів

Карта римсько-перського кордону 387 року та станом на 591 рік

Перси скористались громадянською війною між Фокою та Іраклієм та завоювали багато прикордонних міст у Вірменії й Верхній Месопотамії. 609 року перська армія перетнула Євфрат і захопила Мардін та Аміду. 610 року була взята Едеса, про яку існували легенди, ніби її оберігав сам Ісус Христос, тому ворог не міг захопити місто. Приблизно в той же час (609 чи 610 року) стратегічно важливе місто Феодосиполь, розташоване у Вірменії, було здане Аштату Єзтаяру деякою особою, яка стверджувала, що він — Феодосій, старший син і співправитель загиблого імператора Маврикія, який утік до Персії під захист Хосрова. 608 року перси провели успішний рейд Анатолією й досягли Халкедона, звідки через Босфор було видно Константинополь. Перське завоювання було поступовим процесом; до часу вступу на престол Іраклія перси захопили всі римські міста на схід від Євфрату й у Вірменії та готувались до переходу в Каппадокію, де перський полководець Шахін узяв Кесарію. Зять Фоки, Приск, який закликав Іраклія та його батька до повстання, почав облогу того міста, щоб заманити персів у пастку; облога тривала рік.
Сходження Іраклія на престол практично не зменшило загрозу з боку Перської держави. Іраклій розпочав своє правління зі спроби укласти перемир'я з персами, оскільки Фока, чиї дії послужили приводом для оголошення війни (казус беллі), був повалений. Однак перси відхилили всі спроби розпочати перемовини, оскільки їхня армія здобувала численні перемоги. На думку історика-візантиніста Волтера Кеджі, справжніми цілями персів були відновлення кордонів імперії Ахеменідів (чи навіть їх розширення) та знищення Візантійської імперії, але через втрату перських архівів неможливо підтвердити або заперечити таке припущення.

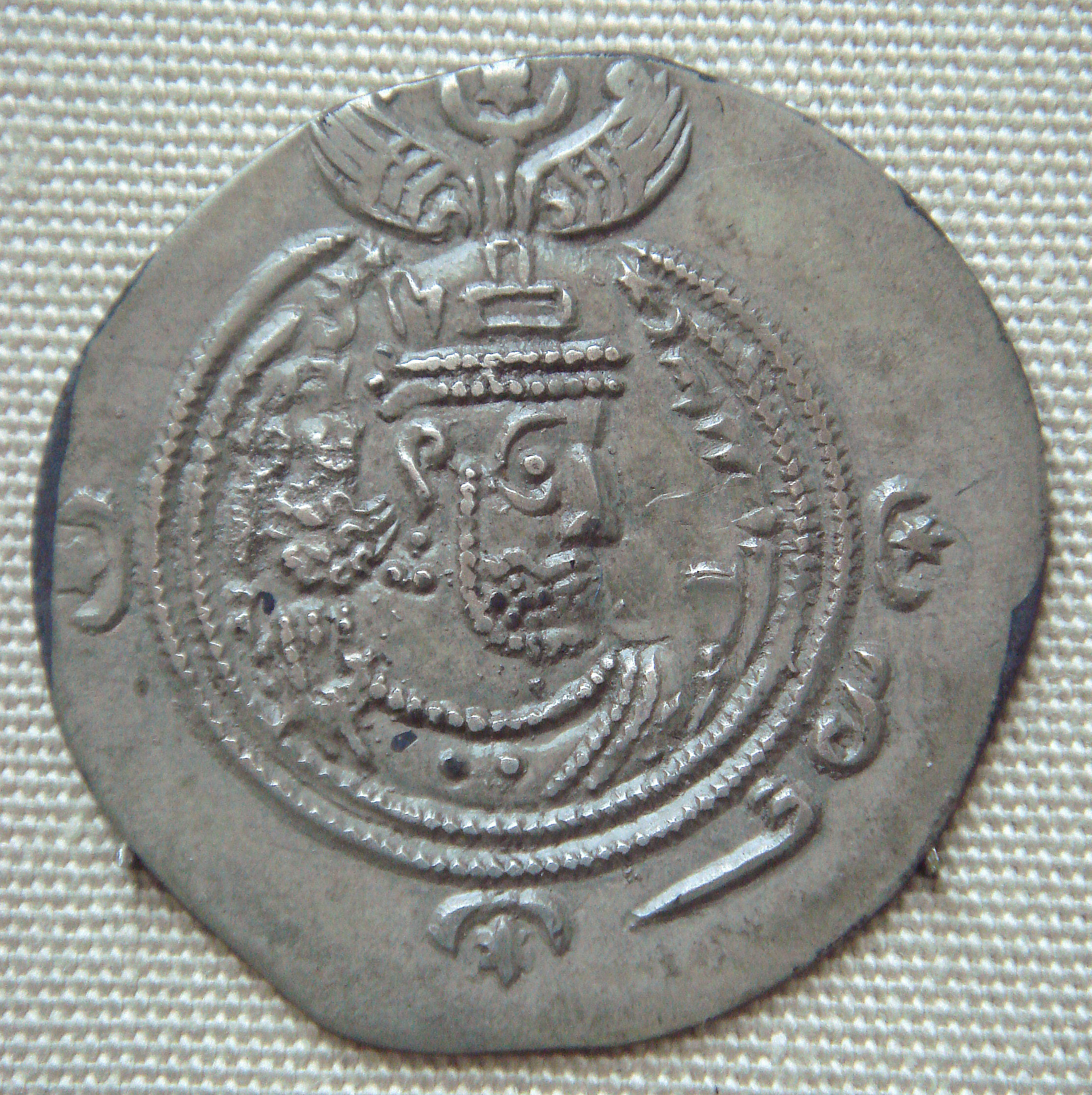
Срібна монета Хосрова II Парвіза

Відповідно до традиції візантійські імператори ніколи особисто не очолювали армію під час походу. Іраклій став першим правителем, який традицією знехтував, він приєднався до облоги Кесарії Каппадокійської, яку проводив його воєначальник Приск. Однак останній удав хворого, щоб ухилитись від зустрічі з імператором. Це було завуальованою образою на адресу Іраклія. Імператор приховав свою неприязнь до Приска й 612 року повернувся до Константинополя.
Тим часом війська Шахіна уникнули блокади та, до значного невдоволення Іраклія, спалили Кесарію. Тому Приск невдовзі був усунутий від командування армією, як і всі воєначальники часів правління Фоки. На посаду верховного головнокомандувача східної армії (військового магістра) Сходу був призначений Філіппік, який служив ще за імператора Маврикія, але він виявився некомпетентним у боротьбі проти персів, оскільки старанно уникав будь-якої сутички з ворогом. Тоді Іраклій, який розчарувався у своїх воєначальниках, особисто очолив армію та призначив помічником власного брата Феодора, щоб зміцнити контроль над армією.
Перський цар Хосров II Парвіз уміло скористався некомпетентністю імперських полководців і відрядив у похід на візантійську Сирію армію, яку очолили воєначальники Фаррухан Шахрвараз і Шахін. Іраклій спробував зупинити напад на сирійську столицю Антіохію. Незважаючи на благословення святого Феодора Сикеонського, візантійське військо під началом Іраклія й Микити зазнало серйозної поразки в битві з армією Шахіна. Подробиці тієї битви невідомі. Після тієї перемоги перси взяли та розграбували місто і зробили багатьох жителів рабами, угнавши їх до Персії. Намагаючись захистити область на північ від Антіохії й Кілікійські ворота, візантійці знову програли бій, незважаючи на певний первинний успіх. Перси захопили Тарс і Кілікійську рівнину. В результаті тієї поразки імперія виявилась розділеною навпіл — сухопутні проходи з Анатолії до Сирії, Палестину, Єгипет та Африканський екзархат були перекриті.

## Перське панування

### Взяття Єрусалима

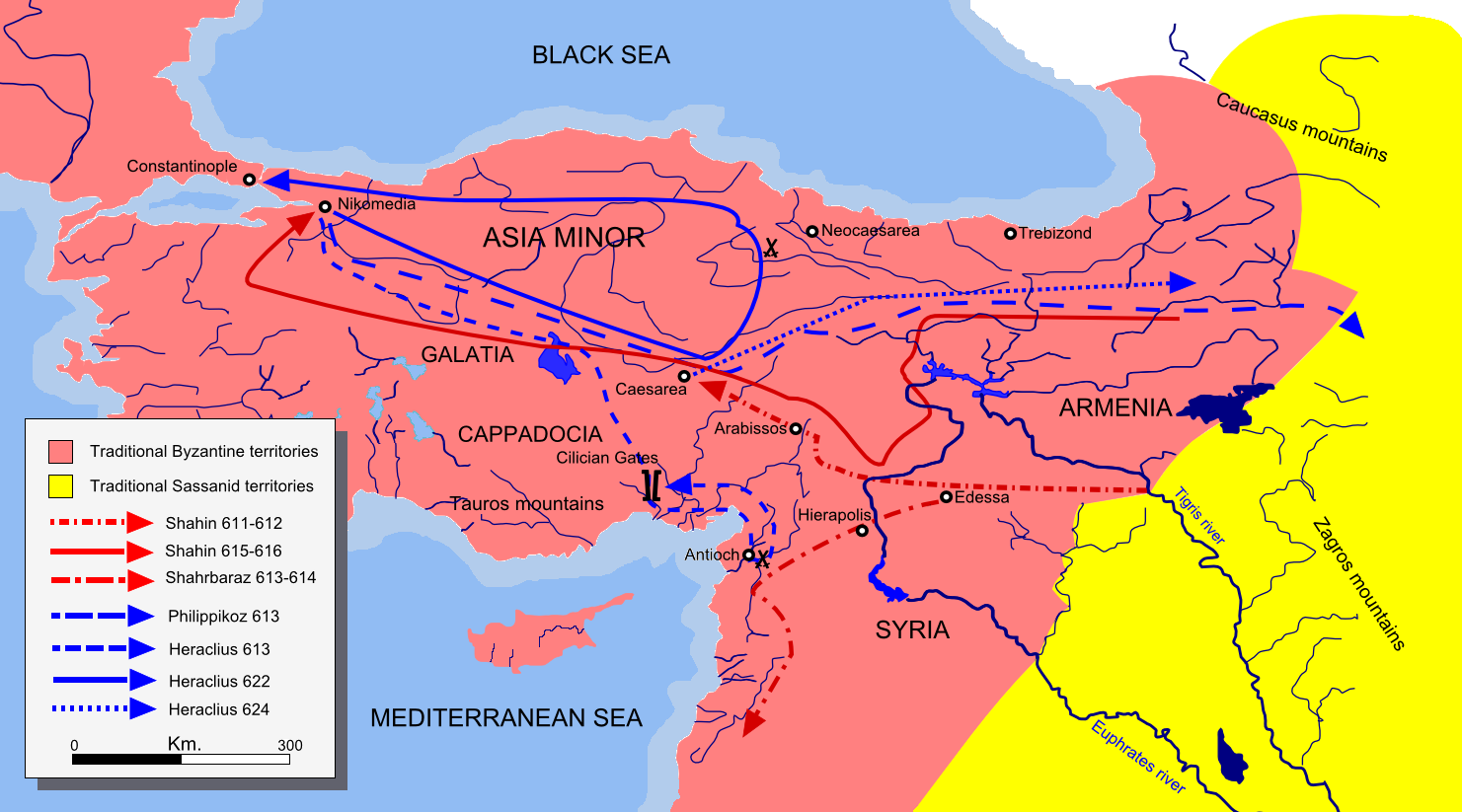
Карта візантійських і перських походів у Сирії, Анатолії, Вірменії, Межиріччі в період від 611 до 624 року

Спротив персам у Сирії й Палестині не був потужним; незважаючи на те, що місцеві жителі спорудили укріплення, в цілому вони були налаштовані на перемовини з противником. Сирійські міста Дамаск, Апамея й Емеса швидко здались завойовникам 613 року, надавши персам можливість завдати удару південніше. Микита продовжував опиратись їхньому просуванню, втім його військо було розбито при Азрі'аті. Тим не менше, йому вдалось завдати персам невеликої поразки біля Емеси, де обидві сторони зазнали важких втрат: загальне число загиблих склало двадцять тисяч осіб. Після взяття Кесарії Палестинської перська армія рушила до Єрусалима.
Коли перси підійшли до Єрусалима, вони почали перемовини з правителями міста про його здачу; ті погодились, однак населення обурилось і перебило перських послів. Візантійська армія, що стояла біля Єрихона, відмовилась вдарити по персах, злякавшись їхньої багаточисельності. Візантійські гарнізони в Сирії були надто малочисельними, що дозволило персам захопити Єрусалим за три тижні, незважаючи на рішучий спротив городян. Після взяття Єрусалима перські солдати влаштували в місті різанину, перебивши від 55 до 66,5 тисяч осіб; ще 35 тисяч стали рабами, в тому числі патріарх Єрусалимський Захарія. Багато міських храмів (включаючи храм Гробу Господнього) були спалені, а численні реліквії (наприклад, Животворний Хрест, Спис Лонгина, Свята губка) — вивезені до перської столиці Ктесифона. Втрата тих реліквій засмутила християн, які вважали їх втрату знаком божого гніву, насланого на візантійців. Багато хто вважав винуватцями всіх бід, в тому числі втрати візантійських земель, євреїв. З'явились повідомлення про те, що євреї ніби допомогли персам захопити деякі сирійські міста й намагались перерізати християн у поселеннях, вже завойованих персами, але їхні плани ніби були розкриті й зірвані. Скоріше всього, ті чутки були сильно перебільшеними в зв'язку з загальною істерією.

### Завоювання Єгипту
616 року армія під командуванням Фаррухана Шахрвараза вторглась до Єгипту, провінції, на території якої військові дії не велись упродовж трьох з половиною століть. Численні монофізити, які жили в Єгипті й репресовані після Халкедонського собору 451 року, не мали бажання надавати допомогу імперським військам, тому вони охоче підтримали Хосрова. При цьому, однак, вони не стали чинити опір візантійцям після розгрому персів, оскільки багатьом з них не подобалась перська окупація.
Полководець Микита організував спротив перським загарбникам в Александрії. Після облоги, що тривала цілий рік, Александрія здалась (імовірно, через зраду одного городянина, який розповів персам про висушений канал, за допомогою якого вони зуміли потрапити до міста). За іншою версією перси увійшли в місто разом з рибалками, які туди повертались. Микита втік на Кіпр разом з патріархом Іваном V Милостивим, своїм головним прибічником в Єгипті. Доля Микити невідома, оскільки згадки про нього зникли після взяття Александрії, втім Іраклій, імовірно, втратив довіреного воєначальника. Втрата Єгипту завдала серйозного удару економіці Візантії — більша частина зерна доставлялась до столиці з Єгипту, таким чином, імперія втратила головну житницю. У зв'язку з цим безкоштовна роздача зерна в Константинополі (раніше в Римі також проводились роздачі зерна) була скасована 618 року.

### Підкорення Анатолії

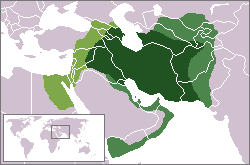
Сасанідська імперія до 620 року (позначена кольором)

Ситуація стала ще більш загрозливою для візантійців, коли Халкідон, який перебував у небезпечній близькості від Константинополя, був захоплений 617 року Шахіном. Шахін ввічливо прийняв візантійську делегацію, метою якої було укладення миру. Однак надії візантійців виявились марними: перський воєначальник заявив, що не має права брати участь у мирних перемовинах, та відрядив делегацію до Хосрова, який відкинув пропозицію Іраклія. Тим не менше, перси невдовзі залишили Халкедон і зосередились на більш важливому завоюванні Єгипту.
Сасанідська армія все ще зберігала перевагу. 620 чи 622 року вона захопила Анкару, важливу військову базу в центральній Анатолії. Інша не менш важлива військово-морська база на Родосі, можливо, була захоплена персами 622 чи 623 року, тим самим створивши загрозу нападу на Константинополь з моря, хоч ту подію важко підтвердити. Іраклій настільки був невпевнений в перемозі, що мав намір перемістити столицю до африканського Карфагена, й лише патріарх Константинопольський Сергій I відмовив його від тієї задумки. Райони конярства, що були в Анатолії, якщо й не були захоплені перською армією, то, скоріш за все, зазнавали її набігів. Імперія втратила провінції, в яких були сконцентровані основні людські й матеріальні ресурси, й була на грані загибелі.

## Відповідь візантійців

### Реорганізація сил
Іраклій вирішив завдати персам удару у відповідь. Імператор провів рішучі перетворення в тій частині імперії, яка все ще залишалась йому підвладною, щоб дозволити візантійцям розпочати боротьбу з ворогами. До того часу балканські провінції спустошувались аварами, в Іспанії вестготи захоплювали візантійські фортеці, завойовані Юстиніаном I, а в Італії лангобарди не поспішаючи взяли в свої руки міста імперії. 615 року була викарбувана нова, більш легка (масою близько 6,82 грама) срібна візантійська монета з зображеннями імператора та його сина Костянтина Іраклія й написом «Deus adiuta Romanis» («Нехай Бог допоможе римлянам»); Кеджі вважає, що це наглядно демонструє відчайдушне становище Візантії в той час. Мідний фоліс теж втратив близько 2—3 грамів (вага змінилась з 11 до 8—9 грамів). Через втрату багатьох областей катастрофічно зменшились прибутки імперської казни; окрім того, 619 року спалахнула епідемія чуми, що зменшила число населення імперії та збільшила страх перед божественною карою. Тільки зниження якості карбування дозволило візантійцям підтримувати видатки казни на попередньому рівні за умов зниження прибутків.
Іраклій підвищив податки, почав брати примусові займи, вдвічі скоротив платню чиновників і почав стягувати з них штрафи за хабарництво, щоб фінансувати контрнаступ. Візантійське духовенство, яке засуджувало імператора за його кровозмішувальний шлюб з племінницею Мартіною, тим не менше, рішуче підтримало його, оголосивши, що збирання грошей для боротьби з перськими загарбниками — це обов'язок всіх християн; більше того, церковники віддали Іраклію безліч золотого та срібного скарбу. З собору Святої Софії були вилучені майже всі коштовності. Та військова кампанія розглядалась деякими істориками (починаючи з середньовічного хроніста Вільгельма Тірського) як перший «Хрестовий похід» або, принаймні, як передумова Хрестових походів. Інші дослідники, наприклад, Кеджі, не погоджуються з таким твердженням, оскільки релігія була лише однією з багатьох причин конфлікту. Тисячі добровольців були споряджені та навчені на кошти церкви. Імператор вирішив особисто очолити візантійську армію. Таким чином, візантійське військо відтоді було поповнене, переукомплектоване, а також мало компетентного воєначальника й повну казну.
Георг Острогорський вважав, що добровольці були зібрані шляхом розділу Анатолії на чотири феми, де їм надавали невід'ємне право на землю за умови військової служби. Однак сучасні вчені відкинули таку теорію, віднісши створення фем до часів правління Константа II, наступника Іраклія.

### Контрнаступ
До 622 року Іраклій був готовий перейти в контрнаступ. Для підняття бойового духу армії Іраклій використав ідею, розроблену вірменськими церковниками в роки повстання 450—451 років. Він наполягав, що війна є священною, а смерть у битві принесе вінець мучеництва загиблому й нагороду потрапляння до раю. Він зилишив Константинополь наступного дня після святкування Великодня — в неділю 4 квітня 622 року. Його малолітній син, Костянтин Іраклій, залишився в столиці в якості регента, який перебував на піклуванні патріарха Константинопольського Сергія й патрикія Бона. Імператор переправив своє військо до гавані Піли (місцезнаходження того пункту є суперечливим, скоріше всього, Піли розташовувались у затоці Астакос біля Нікомедії), де збудував укріплений табір і зайнявся навчанням новобранців. Майже весь рік він провів, готуючи воїнів до походу. Потім, щоб створити загрозу ворожому війську в Анатолії й Сирії, Іраклій проплив уздовж іонічного узбережжя до Родосу, потім — на схід, до Кілікії, й висадився неподалік від Ісса, де Александр Македонський переміг персів 333 року до н. е. Восені Іраклій здійснив перехід до Каппадокії, загрожуючи перським шляхам сполучення, що тягнулись в Анатолію з долини Євфрату. Шахрвараз був розбитий у кількох сутичках, і це змусило перське військо відступити з Віфінії й Галатії до Східної Анатолію, щоб заблокувати візантійцям дорогу на Персію.
Подальші події достатньо важко реконструювати. Відомо точно, що Іраклій здобув рішучу перемогу над Шахрваразом 622 року в битві при Іссі. Ключовим фактором стало те, що Іраклій виявив засідку перських частин, після чого вдався до хибного відступу. Перси залишили укриття, щоб переслідувати візантійців, після чого елітні підрозділи оптиматів напали на них і змусили тікати. Таким чином імператор врятував від захоплення ворогом Анатолію. Тим не менше, Іраклій був змушений повернутись в Константинополь через загрозу, що нависла над європейськими областями Візантії загрози вторгнення аварів, залишивши армію зимувати в Понті.

### Аварська загроза
Поки основна увага візантійців було звернена на перський кордон, союзні племена аварів і слов'ян вторглись на Балкани, захопивши кілька міст, а саме Сінгідун (нині Белград), Вімінаціум (сучасний Костолац), Наїссос (сучасний Ниш) і Сердику (сучасну Софію), й цілковито знищили Салону 614 року. Однак численні спроби слов'ян та аварів узяти Фессалоніки, найважливіше візантійське місто на Балканах після Константинополя, закінчились невдачею — імперія утримала стратегічно важливий опорний пункт у тому регіоні. Інші невеликі міста на адріатичному узбережжі, такі як Іадера (нині Задар), Трагуріум (сучасний Трогір), Бутуа, Скодра й Ліссус (нині Лежа), також зуміли пережити навалу. Ісидор Севільський, однак, стверджує, що слов'яни цілком захопили Грецію. Окрім того, авари почали похід на Фракію, загрожуючи імперській торгівлі й сільському господарству, та дійшли до самих воріт Константинополя.
Через необхідність захисту від тих вторгнень візантійці не могли дозволити собі використовувати всі свої сили у війні проти персів. Тоді Іраклій відрядив послів у стан аварського кагана та запропонував йому укласти мир за умови, що візантійці будуть сплачувати данину аварам в обмін на вихід того народу за Дунай. Каган побажав зустрітись з імператором 5 червня 623 року у фракійському місті Гераклеї, де стояла аварська армія; Іраклій погодився на ту зустріч і вирушив на перемовини в супроводі всіх своїх придворних. Каган, однак, організував засідку на шляху до Гераклеї, сподіваючись захопити імператора в полон і зажадати за нього викуп. Іраклій, вчасно попереджений про це, зумів утекти; авари переслідували його до самого Константинополя. Багато хто з тих, хто супроводжував імператора, були схоплені й перебиті солдатами кагана; можливо, така ж доля спіткала й 70 тисяч фракійських селян, які бажали побачити правителя. Незважаючи на таку зраду, в обмін на укладення миру Іраклій був змушений сплатити аварам значну данину в розмірі двохсот тисяч солідів і дати в якості заручників свого позашлюбного сина Івана Аталаріха, свого племінника Стефана й позашлюбного сина патрикія Бона. Перемир'я з каганом надало Візантії можливість цілком зосередитись на обороні східного кордону, де тривали бої з персами.

### Похід на Персію

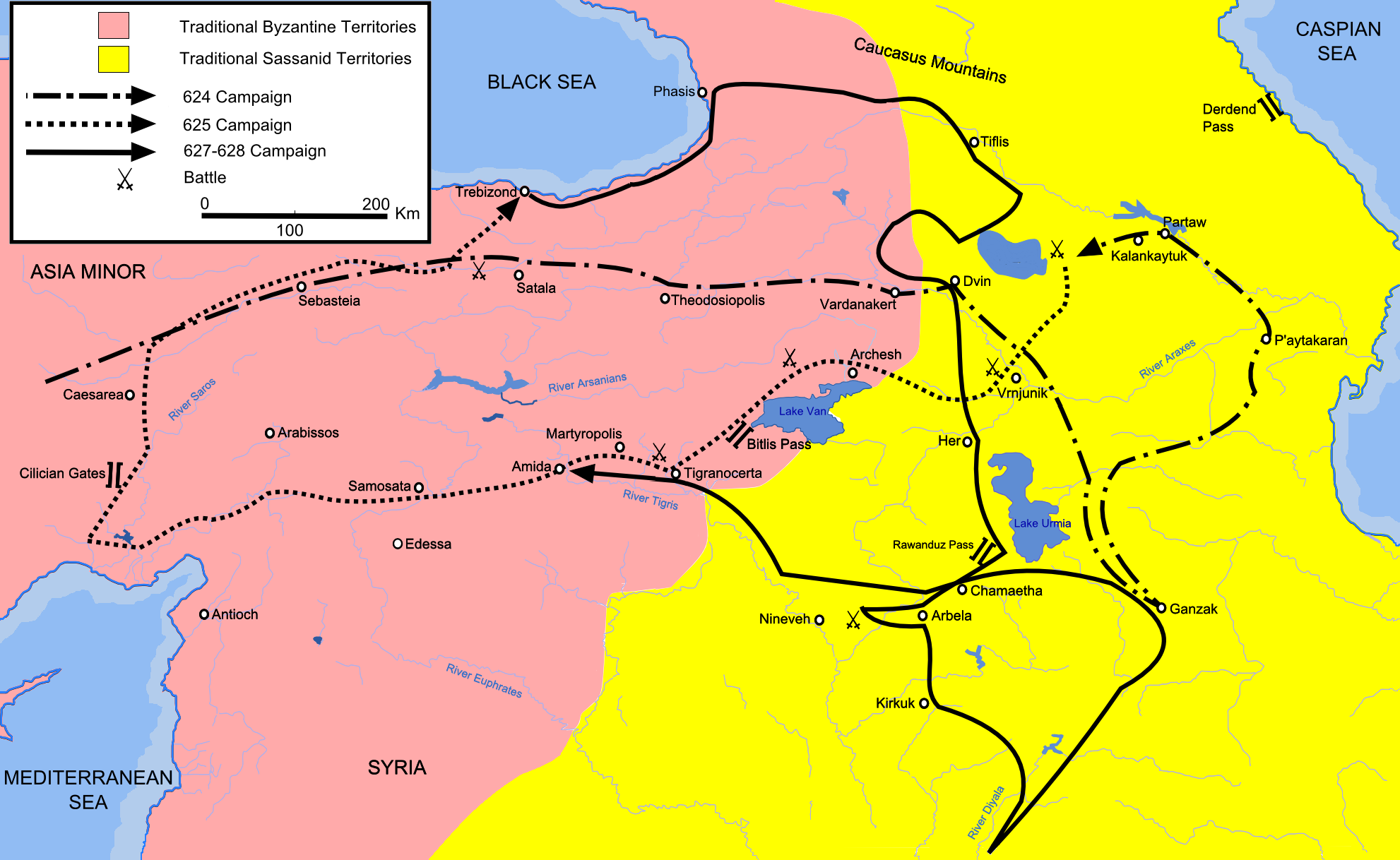
Карта кампанії Іраклія 624, 625 і 627—628 років

Існує припущення, що 624 року Іраклій запропонував Хосрову укласти мир, загрожуючи вторгнутись до Персії, втім Хосров відкинув ту пропозицію. Тому 25 березня 624 року Іраклій залишив Константинополь, щоб напасти на центр перської держави. Заради досягнення тієї мети він відмовився від будь-яких спроб захистити тил і налагодити комунікації морем. Візантійська армія після зими рушила через територію Вірменії й Аррану, щоб завдати удару в самий центр ворожих земель. Історик Волтер Кеджі припускає, що чисельність війська Іраклія не перевищувала сорока тисяч осіб; найбільш імовірно, вона складала від двадцяти до двадцяти чотирьох тисяч вояків. До переходу на Кавказ імператор відвідав Кесарію, нехтуючи посланням перського царя.
Прямуючи вздовж річки Аракс, візантійці підійшли до столиці Перської Вірменії Двін, взяли та зруйнували місто, а потім вирушили далі на південь. Імовірно, Двін був розграбований через спротив. Окрім того, були зруйновані Нахічевань та Урмія. Досягнувши атропатенського міста Ганзак, імперська армія знищила як власне місто, так і знаменитий храм вогню Тахт-е Солейман — важливе святилище зороастрійської Персії. Візантійці досягали навіть Гайшавана, резиденції Хосрова в Атропатені.
Потім Іраклій повернувся на зиму до Кавказької Албанії, де накопичував сили для кампанії наступного року. Хосров, звісно, не бажав давати ворогу відпочинок і відрядив проти нього три армії під командуванням Шахрвараза, Шахіна й Шахраплакана, щоб спробувати заманити імператора в пастку та знищити його війська. Шахраплакан відвоював перську територію до Сюніка з метою захоплення важливих перевалів; він же відбив у візантійців п'ятдесят тисяч полонених іранців. Шахрвараз був відряджений, щоб заблокувати відступ Іраклія через Кавказьку Іберію, а Шахін мав перекрити прохід Бітліс. Іраклій вирішив розбити кожну з трьох армій окремо, але спочатку йому довелось припинити заворушення серед своїх союзників — лазів, іберів та абхазів.
Імператор відрядив до Шахрвараза двох солдат, які вдавали дезертирів, з хибним повідомленням, ніби візантійці втекли, довідавшись про наближення Шахіна. Оскільки перські воєначальники суперничали між собою, Шахрвараз поспішив прибути на місце подій з військом, щоб і собі мати славу переможця. Він розбив табір на північ від візантійців — у Каганкатуйку, в Гардмані; Шахін перебував південніше, біля Тигранакерта (Мартирополя). Імператорська армія опинилась в оточенні. Тоді Іраклій напав на об'єднане військо Шахіна й Шахраплакана та розбив персів. Шахін втратив весь свій обоз; Шахраплакан, можливо, був убитий (але, відповідно до деяких джерел, він з'являвся на історичній арені й пізніше). Після тієї перемоги імператор поспіхом переправився через Аракс і розташувався табором на рівнинах на протилежному березі річки. Шахін і, ймовірно, Шахраплакан з рештками своїх військ приєднались до Шахрвараза, який розпочав погоню за Іраклієм, втім болота вповільнили їхнє просування. В Аліовіті Шахрбараз розділив сили, відрядивши близько шести тисяч вояків вперед, щоб заманити в засідку Іраклія, а решту армії розквартирував в Арчеші. Однак візантійці під час нічної атаки в лютому 625 року перебили перський загін засідки, потім атакували Арчеш з трьох боків і підпалили місто. Шахрбараз дивом врятувався, втративши весь обоз, гарем і солдат.
Іраклій решту зими провів на північному березі озера Ван. 625 року він здійснив спробу повернутись до Євфрату. Упродовж семи днів імператор обійшов гору Арарат та пройшов 300 кілометрів уздовж річки Арацані, щоб захопити Аміду й Мартирополь, важливі фортеці на верхньому Тигрі. Потім він продовжив марш вздовж Євфрату, переслідуваний Шахрваразом. Відповідно до арабських джерел, його наздогнали перси у верхів'ях річки Сатідами чи Батман-су, і в битві переміг їх; однак візантійські джерела про це не згадували. Після цього деякий час перси не нападали на військо Іраклія. За кілька кілометрів від Адани, біля річки Сар, візантійці побачили ворожу армію, що вишикувалась на протилежному березі. Неподалік розташовувався невеликий міст; втомлені тривалим переходом візантійці одразу ж атакували персів і потрапили до гарно підготовленої Шахрваразом пастки. Іранський полководець удав відступ; тоді Іраклій разом зі своєю гвардією кинувся до самого пекла битви, не звертаючи увагу на град перських стріл. Шахрвараз, захоплений його відвагою, сказав греку-перебіжчику: «Подивись на свого імператора! Він боїться стріл і списів не більше, ніж ковадло!» Битва біля Сара завершилась перемогою візантійців і була оспівана панегіристами. Після битви візантійська армія вирушила на зимівлю в Трапезунд.

## Кульмінація війни

### Облога Константинополя

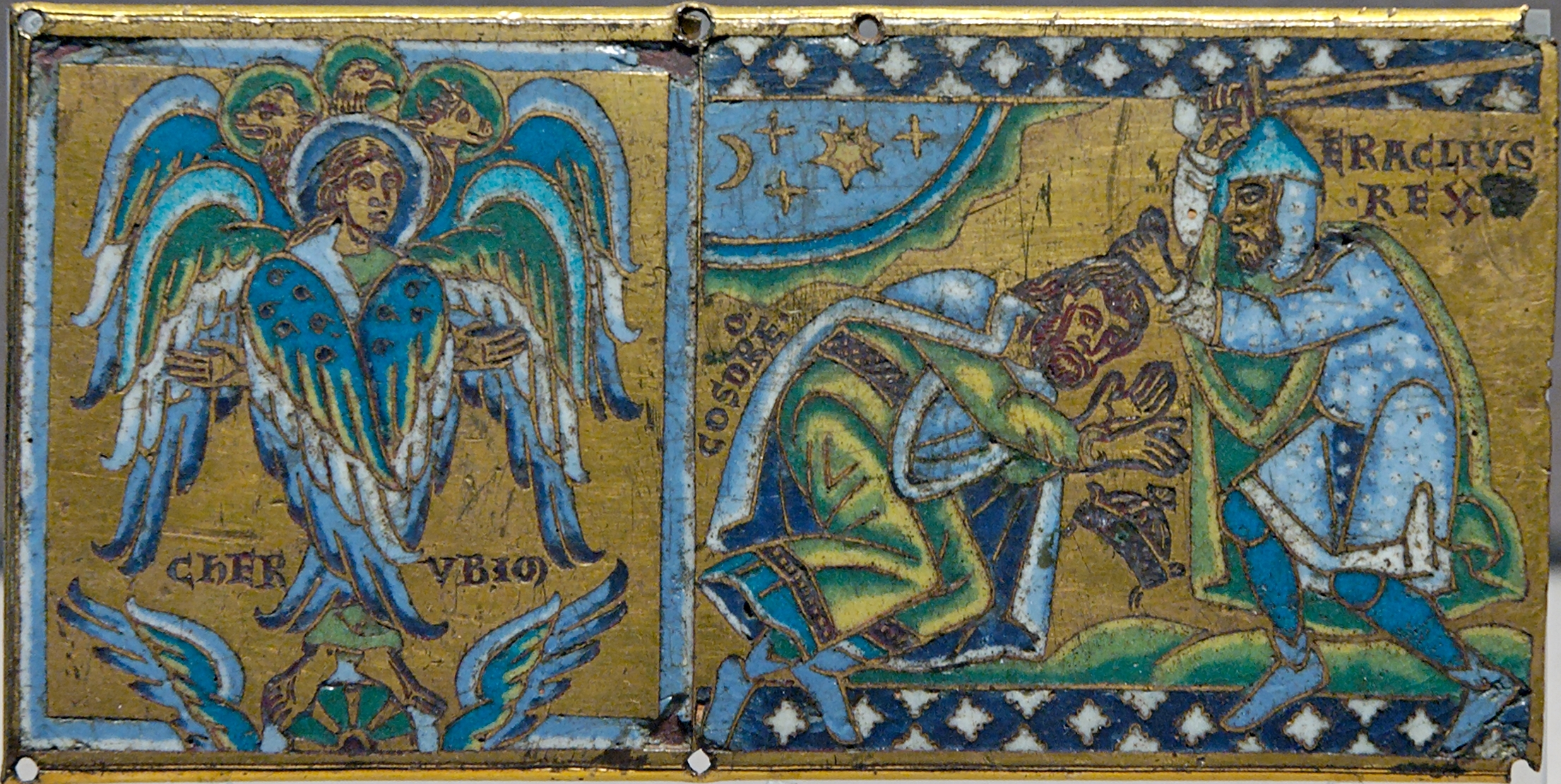
Іраклій і херувими борються з Хосровом

Хосров, розуміючи, що для перемоги над візантійцями йому необхідно розпочати рішучий контрнаступ, зібрав дві нові армії, завербувавши всіх боєздатних чоловіків і навіть наймав іноземців. Шахін з 50-тисячним військом залишився в Межиріччі й Вірменії, щоб попередити вторгнення Іраклія до Персії; менш численна армія під проводом Шахрвараза перетнула незахищену візантійцями ділянку фронту й вирушила до Халкедона, перської бази на Босфорі. Хосров узгодив свої дії з аварським каганом, щоб почати спільний наступ на Константинополь з Європи й Азії. Перська армія залишалась в Халкедоні, натомість авари напали на візантійську столицю та зруйнували акведук Валента. Оскільки візантійський флот цілковито контролював Босфорську протоку, перси не могли відрядити війська на європейський берег для допомоги своїм союзникам. Це значно знизило ефективність блокади, тому що перси були експертами в галузі ведення облог. Окрім того, іранці й авари мали труднощі в сполученні через Босфор, що добре охоронявся, хоч, без сумніву, вони підтримували між собою певний зв'язок.
Обороною Константинополя командували патріарх Сергій і патрикій Бон. Довідавшись про напад персів та аварів, Іраклій розділив свою армію на три частини; хоч він і вирішив, що столиця перебуває у відносній безпеці, він все одно відрядив підкріплення до Константинополя, щоб підвищити бойовий дух захисників. Іншу частину війська під командуванням свого брата Феодора імператор спрямував на корпус Шахіна, а третю, найменш численну, Іраклій залишив під своїм командуванням, маючи намір вторгнутись в самий центр Сасанідської держави.
29 червня 626 року розпочався спільний штурм стін Константинополя силами союзників. На той момент у місті перебували близько дванадцяти тисяч гарно підготовлених візантійських кавалеристів, які захищали місто від 80-тисячного війська аварів і слов'ян. Незважаючи на постійні бомбардування упродовж місяця, бойовий дух греків залишався високим завдяки релігійним прагненням патріарха Сергія та його ході вздовж міських стін з іконою Богородиці, який переконав візантійців, що місто перебуває під божественним захистом.
7 серпня перська армія здійснила спробу переправитись на плотах через Босфор, але була оточена та знищена візантійськими кораблями. Слов'яни під проводом аварів спробували напасти на стіни біля узбережжя бухти Золотий Ріг, а основні війська аварського кагана пішли на приступ з боку суші. Тоді галери під командуванням патрикія Бона протаранили та знищили слов'янські човни; аварський напад з суші (6—7 серпня) також завершився невдачею. Отримавши звістку, що брат Іраклія Феодор здобув рішучу перемогу над Шахіном (імовірно після того Шахін помер, не витримавши нищівної поразки), авари впродовж двох днів відступили вглиб Балканського півострова й ніколи більше серйозно не загрожували Константинополю. Хоч армія Шахрвараза все ще стояла табором у Халкідоні, загроза столиці зникла. В подяку за зняття облоги й покровительство Пресвятої Богородиці невідомий автор (можливо, патріарх Сергій чи Георгій Пісіда) написав знаменитий акафіст.

### Візантійсько-тюркський союз
У той час, коли авари та слов'яни тримали в облозі Константинополь, Іраклій уклав союз із Зієвілом, який правив народом, що його візантійські джерела називають тюрками чи хозарами. Скоріш за все, хозари складали основну частину війська, а «Зієвіл» був каганом Західного тюркського каганату Тун-Джабгу ханом, якого візантійці вмовили укласти мир в обмін на те, що порфірогеніта Євдокія Єпіфанія вийде за нього заміж. Раніше, 568 року, тюрки під командуванням ябгу Істемі-кагана налагодили відносини з Візантією, коли їхні стосунки з Персією зіпсувались через торгові суперечки. 626 року тюрки, які базувались на Кавказі, відрядили сорок тисяч солдат, щоб розграбувати Персію, що ознаменувало початок третьої персо-тюркської війни. Під стінами Тифліса вони зустрілись з армією імператора, що підійшла з Лазіки. Об'єднані війська почали облогу Тифліса. Візантійці використовували требушети, щоб зруйнувати стіни; це було першим випадком застосування греками таких знарядь облоги. Тоді Хосров відрядив тисячу вершників під проводом Шахраплакана для укріплення міста, але той загін зазнав поразки, імовірно, наприкінці 628 року. Зієвіл помер наприкінці того ж року, тим самим позбавивши Єпіфанію від необхідності шлюбу з варваром. Незважаючи на те, що облога тривала, Іраклій також займався укріпленням бази на верхньому Тигрі.

### Битва при Ніневії

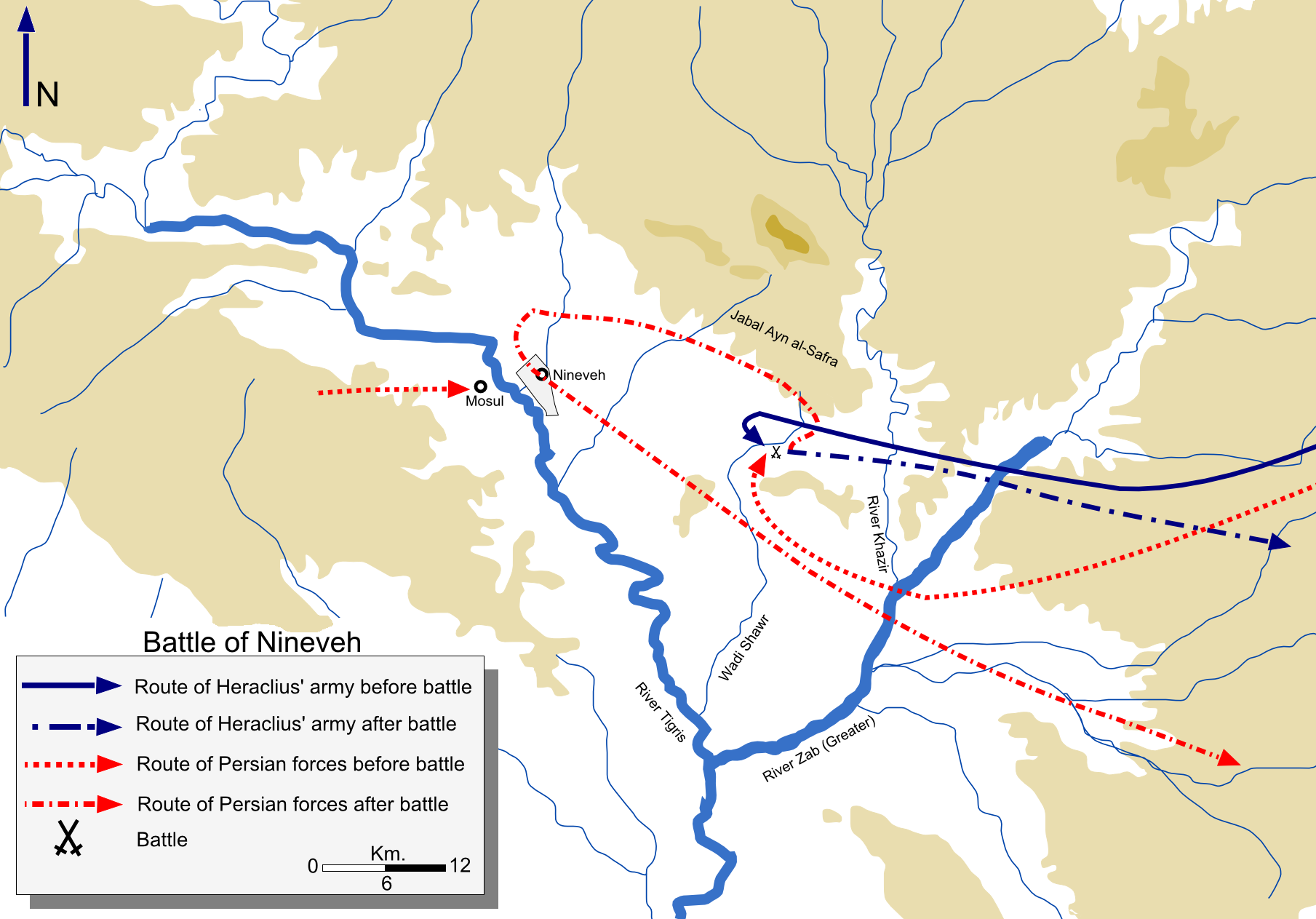
Маневри під час битви при Ніневії

В середині вересня 627 року, залишивши Зієвіла продовжувати облогу Тіфліса, Іраклій вирушив з армією на південь, до Двіна й далі, до питомих перських земель. Едвард Люттвак змальовує відступ Іраклія упродовж зим 624—626 років і несподіваний похід 627 року на Ктесифон як «значний ризик відносно всього театру воєнних дій», тому що ті маневри привчали персів до стратегічно неефективних набігів, які змусили їх відмовитись від перекидання прикордонних військ на захист центральних областей. Візантійська армія налічувала від 25 до 50 тисяч осіб, не враховуючи підкріплення з 40 тисяч хозарів, яке швидко залишило імператора через незнайомі природні умови та постійні переслідування з боку персів. Іраклій просувався дуже швидко, але його вистежили перські вояки під командуванням вірменина Рахзада, які зіштовхнулись зі складнощами в постачанні — візантійці спустошили всі околиці, коли рухались на південь до Ассирії. Після цього війська противників почали маневрувати; зрештою Рахзад сприйняв переміщення візантійців як відступ і почав переслідування. В результаті перський полководець згаяв час, тим самим дозволивши Іраклію обійти свою армію. Побачивши, що імператор йде на Ктесифон, перси вирушили в погоню й після важкого маршу-кидка все ж наздогнали греків біля руїн стародавнього міста Ніневії.
Іраклій вирішив дати персам бій, перш ніж до них підійде підкріплення. Битва при Ніневії відбувалась у сильному тумані, тим самим зменшуючи перську перевагу, що полягала в наявності кінних лучників. Іраклій удав відступ, виманивши персів на рівнини, та, на їхній превеликий подив, швидко розвернув свої війська в бойовий порядок. Після восьмигодинної битви іранці раптово відступили до навколишнього передгір'я, однак не почали тікати. Під час битви близько 6 тисяч персів було вбито. «Коротка історія» патріарха Никифора повідомляє, що Рахзад під час битви кинув виклик самому Іраклію, а імператор прийняв той виклик та вбив Рахзада з одного удару; двоє інших противників напали на нього й також були переможені. Сам Іраклій зазнав поранення «списом у губу». За розповіддю Себеоса, після битви імператор відпустив усіх полонених.

### Завершення війни

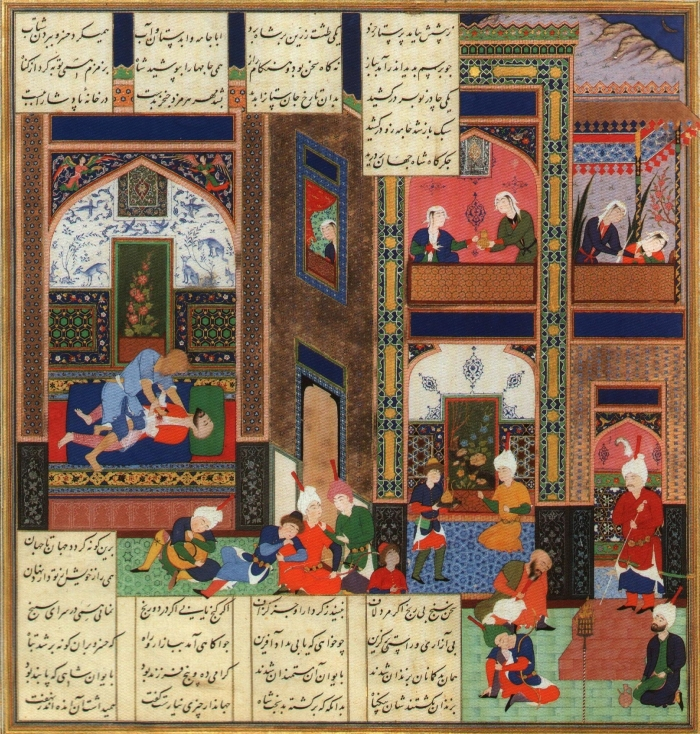
Убивство Хосрова II. Могольська картина

Перської армії більше не існувало. Вже нічого не могло зашкодити Іраклію на шляху до Ктесифона. Шахрбараз зі своїми силами надто повільно повертався з Малої Азії; армії Шахіна й Рахзада були розбиті й зазнали серйозні втрати. Тому рештки армії загиблого Рахзада відійшли до столиці, щоб захистити її від візантійців.
У січні 628 року Іраклій переправився через річку Торна та спустошив царські палаци Беклал і Бебдах. Потім він розграбував резиденцію Хосрова II Парвіза — Дастагірд, де було знайдено «триста римських знамен, захоплених у різні часи, також запаси рідкісних творів, багато алое й великі дерева алойні у вісімнадцять літрів, багато шовку, перцю, полотна на сорочки надбагато, цукру, імбиру й багато інших речей, знайшли і срібло необроблене, одяг шовковий, килими для постілі й килими кольорові шиті, чудові й у великій кількості», втім значна частина здобичі була спалена. Хосров уже втік у гори Сузіани, щоб спробувати зібрати війська для захисту Ктесифона. Тоді імператор надіслав перському царю такого листа:
|  | Своїм просуванням вперед я прагну до миру, бо не за своїм бажанням спалюю перські поселення, а змушений тобою. Припинимо військові дії й укладемо мир. |

Тим не менше, Іраклий не міг атакувати Ктесифон, оскільки мости через канал Нахраван, що розташовувався за двадцять кілометрів від столиці, були зруйновані, а на іншому березі стояла палацова гвардія перського царя. Обхід каналу чи переправа через нього видавались надзвичайно важкими маневрами. Тому імператор вирішив відступити на північ, розграбовуючи дорогою перські поселення. 11 березня 628 року візантійці ввійшли в Ганзак.
В той час перська армія повстала й повалила Хосрова II, проголосивши царем його сина Кавада II, відомого також під іменем Ширує. Хосрова кинули до в'язниці, де його впродовж п'яти днів морили голодом, після чого він був розстріляний лучниками. Новий правитель Кавад відрядив до Іраклія посольство з проханням про укладення миру. Імператор не став висувати жорстких вимог, знаючи, що його власна імперія також була близькою до виснаження. За умовами мирного договору відновлювався кордон між двома державами станом на 602 рік, Візантії були видані всі полонені, сплачена контрибуція, а головне — повернутий Животворний Хрест та інші реліквії, втрачені в Єрусалимі 614 року. 8 квітня 628 року Іраклій виступив з Ганзака до Вірменії. Маршрут зворотного шляху імператора з Вірменії до Візантії точно невідомий, оскільки джерела практично не згадують про нього. Однак відомо, що з Вірменії Іраклій вирушив до Верхнього Межиріччя, де на честь свого прибуття в Аміду заклав великий храм (це сталось узимку 628—629 років).

## Наслідки

### Короткотермінові наслідки

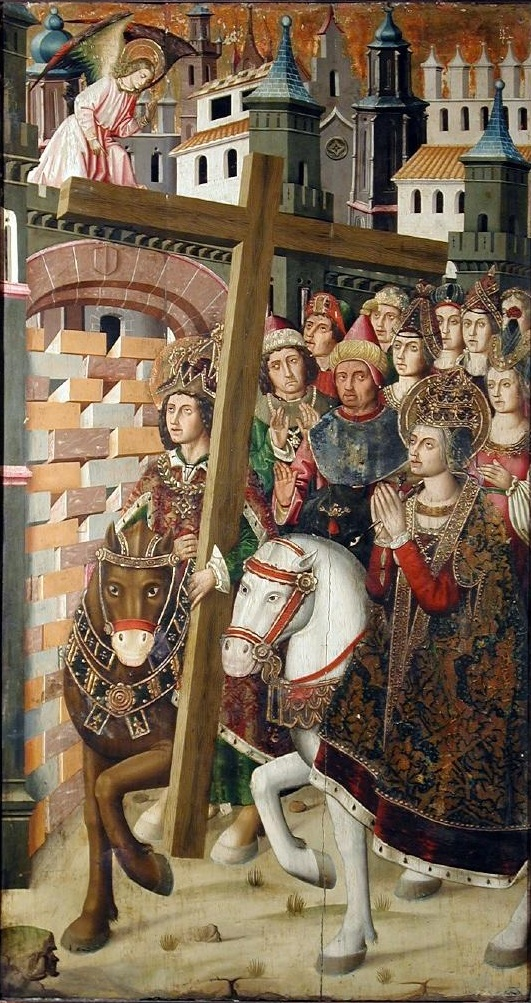
Іраклій і Животворний Хрест

За кілька місяців подорожі Іраклій з тріумфом вступив до Константинополя. Його зустріли жителі міста, свій син Костянтин Іраклій і патріарх Сергій, які встали перед ним на коліна від радості. Завдяки союзу з персами імперії була повернута Свята губка, прикріплена до Животворного Хреста під час розкішної церемонії 14 вересня 629 року. У столиці урочистий парад, влаштований з нагоди повернення Іраклія, вирушив до собору Святої Софії. Там Животворний Хрест був повільно зведений над головним вівтарем. Для багатьох це стало знаком того, що для Візантійської імперії настав новий золотий вік.
Переможне завершення війни зміцнило авторитет Іраклія як полководця. Він отримав прізвисько «нового Сципіона» за блискучі перемоги й за те, що він провів візантійську армію тими землями, в які солдати імперії ще ніколи не вторгались. Тріумфальний підйом Животворного Хреста в соборі Святої Софії став кульмінацією досягнень імператора. Якщо б Іраклій помер 629 року, то, за словами Нормана Девіса, він увійшов би в історію як «найвеличніший римський воєначальник починаючи з Юлія Цезаря». Однак він дожив до доби арабських завоювань, програв низку великих битв, безуспішно намагаючись стримати натиск мусульман, і втратив славу успішного воєначальника. Джон Норвіч коротко охарактеризував Іраклія як такого, що «жив надто довго».
Тим часом Сасаніди з усіх сил намагались створити стабільний і стійкий уряд. Коли Кавад II помер за кілька місяців після вступу на престол, Персія на кілька років поринула в громадянську війну, спричинену династичними суперечками. За невеликий період від 628 року до зими 632—633 років на перському престолі змінились чотири правителі: Арташир III, який воював з Візантією полководець Фаррухан Шахрвараз, дві цариці Борандохт та Азармедохт. Тільки коли Єздигерд III, онук Хосрова II, зійшов на трон 632 року, встановилась певна стабільність, але до того часу було вже надто пізно будь-що робити для порятунку деколи могутньої Сасанідської держави, що невдовзі загинула під ударами арабів-мусульман.

### Довготривалі наслідки

Візантійська імперія (позначена червоним) 650 року

Війна 602—628 років завдала обом імперіям значних збитків. Сасаніди були також послаблені спадом економічної активності, важким оподаткуванням для фінансування кампаній Хосрова II, релігійними заворушеннями та зростанням впливу провінційних землевласників за рахунок шаха. Відповідно до Говард-Джонстона, перемоги над персами та їх політичні наслідки врятували головний оплот християнства на Близькому Сході й суттєво послабили зороастризм, однак у наступні два десятиріччя вони були затьмарені військовими досягненнями арабів.
Тим не менше, візантійські володіння на Балканах сильно постраждали від навали слов'ян, які завоювали значну частину тієї області. Окрім того, Анатолія була спустошена численними перськими набігами, а нещодавно повернуті території на Кавказі, в Сирії, Межиріччі, Палестині й Єгипті — послаблені роками перської окупації. Через це візантійці зіткнунулись зі складнощами під час оплати служби ветеранів війни з персами та під час вербовки нових солдат. Клайв Фосс назвав ту війну «першим етапом процесу, що ознаменував кінець античності в Малій Азії».
Жодна з двох імперій не змогла відновити колишню могутність через наслідки війни, оскільки упродовж кількох років вони були серйозно приголомшені натиском арабів, об'єднаних єдиною релігією — ісламом; ту навалу Говард-Джонстон порівняв з «людським цунамі». За словами Джорджа Ліскі, «надто тривалий візантійсько-перський конфлікт відкрив шлях ісламу». Імперія Сасанідів швидко зазнала поразки від арабів і була завойована ними. В результаті арабо-візантійських війн відбиті у персів східні й південні області Візантії були назавжди втрачені, та площа імперії скоротилась до клаптика, що складався з Анатолії, частини Балкан, Італії та груп островів. Однак, на відміну від Персії, Візантія зрештою пережила арабські напади, утримала рештки своїх володінь і відбила дві арабські облоги столиці у 674–678 та 717–718 роках. Візантійська імперія також втратила території на Криті й у південній Італії в більш пізніх конфліктах з арабами, хоч вони були зрештою повернуті.

## Склад військ і стратегія
Еліту перської армії складала саваранська кіннота. Скоріш за все, головною зброєю тих вершників був довгий спис, здатний вразити двох вояків одночасно. Коней від ворожих стріл захищала пластинчаста броня.
Іншим козирем персів були підрозділи стрільців. Сасанідські лучники могли вести прицільну стрільбу з відстані в 175 метрів і вбити точним пострілом з відстані 50—60 метрів. Відповідно до «Стратегікону» (керівництва з ведення війни) імператора Маврикія, перси часто використовували лучників під час битв і тому уникали вступати в бій за погоди, що перешкоджала стрільбі з луку. Маврикій у своєму керівництві також стверджував, що перси шикувались таким чином, щоб сили центру та флангів були рівними. Вони також, імовірно, уникали потрапляти під атаку римських списоносців на пересіченій місцевості, оскільки лучники намагались не вступати в рукопашну сутичку. Таким чином, «Стратегікон» радив битись з іранцями на рівній місцевості та швидко нападати задля уникнення великих втрат від стрільби перських лучників. Окрім того, перси вважались майстрами облоги й сягали серйозних результатів за допомогою майстерного керівництва й ретельного планування.

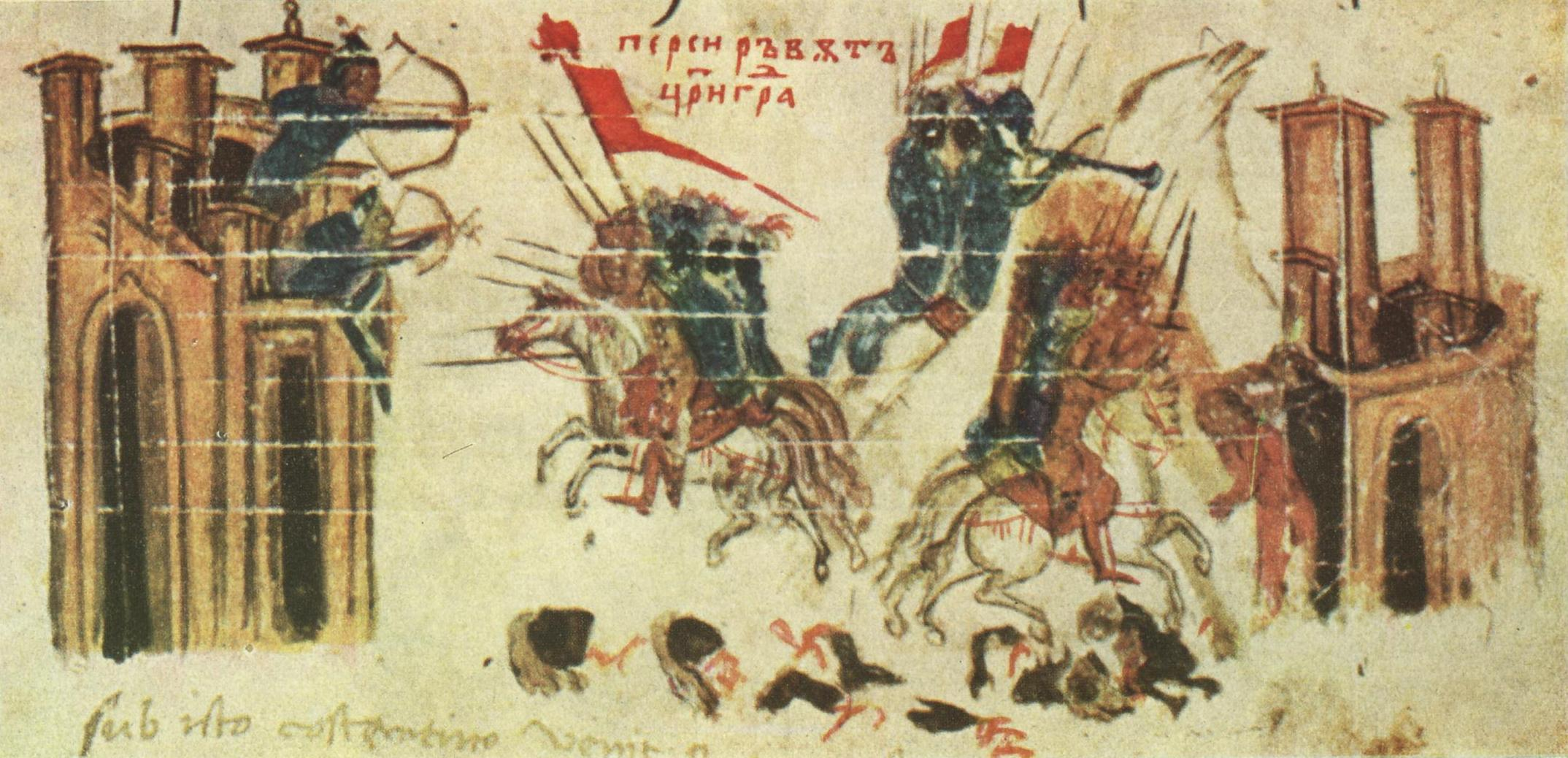
Зображення Іраклія, який нападає на перську фортецю, й персів, що атакують Константинополь

Найважливішою складовою візантійської армії була важка кіннота — катафрактарії, що стали символом Візантії. Вони носили кольчуги, вступали до бою верхи на броньованих конях і використовували списи в якості основної зброї. Катафрактарії також були озброєні невеликим щитом, що кріпився до руки, могли також використовувати мечі, сокири чи луки. Спорядження важких візантійських піхотинців (скутатів) складали великий овальний щит (скутум) і пластинчастий обладунок. Скутати використовували списи проти ворожої кінноти, щоб убивати вершників, і сокири для поранення коней. Легка візантійська піхота (псили) передусім застосовувала луки й носила тільки шкіряні обладунки. Візантійська піхота відігравала ключову роль у зміцненні лінії фронту проти ворожої кінноти, а також слугувала для підтримки нападів кінноти своєї. За словами Річарда Гебріела важка піхота імперії «об'єднала найкращі здібності римського легіону зі старою грецькою фалангою».
Аварське військо складалось із важкоозброєних лучників і важкої ж кінноти, що бились списами. Авари були майстерними у справі облоги та вміли будувати требушети й вежі для облоги. Під час облоги Константинополя вони звели захисні вали для попередження контратаки й використовували великі щити, обтягнуті шкірами тварин, для захисту від лучників. Окрім того, як і багато кочівників, авари використовувались для підтримки солдат з підпорядкованих народів, наприклад, гепідів і слов'ян. Втім оскільки авари залежали від набігів на сільську місцевість для фуражування, вони не могли довго тримати в облозі міста, особливо якщо врахувати, що їхні союзники були менш мобільними.
На думку Кеджі візантійці мали майже нав'язливе бажання уникнути змін суттєвих елементів статус-кво. Вони пробували всіма дипломатичними засобами знайти союзників і розділити ворогів. Хоч вони й зазнали невдачі у спробі не допустити об'єднання аварів і персів, їх зв'язки зі слов'янами, що у подальшому стали сербами й хорватами, і тривалі перемовини з тюрками призвели до виступів слов'ян проти володарювання аварів і союзу імперії з тюрками.
Логістика завжди була проблемою для візантійців. У своїй кампанії на візантійській території, особливо в Анатолії, Іраклій, скоріш за все, добував провіант для своєї армії шляхом вилучення його у місцевого населення. Під час наступальних походів Іраклія на Персію суворі зими щоразу змушували його відмовлятись від далеких переходів — частково тому, що й візантійська, й перська кіннота потребували корму для коней, що зберігався на зимових квартирах. Примушувати свої війська проводити кампанії взимку Іраклій остерігався, оскільки найближчий його попередник Маврикій був повалений саме через погане поводження з армією в зимовий період. Едвард Люттвак вважає, що тюрки з їхніми витривалими конями чи поні, які могли вижити практично в будь-якій місцевості, відігравали важливу роль у зимових кампаніях Іраклія у хвилястій північно-західній Персії 627 року. Під час кампаній на перських землях візантійці добували провіант шляхом грабунків. Після перемоги при Ніневії й захоплення царського палацу імперська армія не мала проблем з постачанням військ на чужій території та в зимових умовах

## Історичні джерела
Джерела, в яких повідомляється про ту війну, в основному візантійського походження. Передусім серед сучасних до тих подій грецьких текстів слід відзначити Великодню хроніку, створену невідомим автором близько 630 року. Георгій Пісида написав багато віршів та інших творів, що змальовували події війни. Феофілакт Сімокатта відомий як автор багатьох листів та «Історії», що дає уявлення про політичні погляди візантійців, однак вона охоплює лише період від 582 до 602 року. Від Феодора Сінкелла збереглись деякі промови, написані під час облоги Константинополя 626 року й містять корисну для вивчення деяких подій інформацію. До наших часів також збереглись деякі єгипетські папіруси того часу.
Перські архіви були втрачені, таким чином, немає жодних перських джерел, сучасних до тієї війни. Негрецькі сучасні до війни джерела включають «Хроніку» Івана Нікіуського, що була написана коптською мовою, але збереглась лише в ефіопському перекладі. Збереглись також деякі сирійські хроніки того періоду, які Доджеон, Грейтекс і Лью називають найважливішими з сучасних війні джерел. Серед них слід відзначити «Хроніку 724 року» Хоми Пресвітера, складену 640 року. «Хроніка Ігнаціо Гвіді» або «Хузистанська хроніка», розповідає про життя несторіан в Сасанідській державі.
Більш пізні грецькі джерела включають «Хроніку» Феофана Сповідника й «Коротку історію» патріарха Никифора I. Хроніка Феофана є дуже корисною у відтворенні перебігу всієї війни. Вона також зазвичай доповнюється ще більш пізніми сирійськими джерелами — такими як «Хроніка 1234 року» та «Хроніка Михайла Сирійця». Однак інформація з усіх тих праць, за винятком «Короткої історії» Никифора та «Книги заголовків» християнсько-арабського історика Агафія Манбіджського (Єрапольського), відбиралась з загального джерела, з твору історика VIII століття Теофіла Едеського.
З вірменських джерел відома «Історія імператора Іракла» VII століття, яку приписують Себеосу (існують суперечки з приводу авторства). Та «Історія» — вірменська компіляція різних документів, розташованих у грубому хронологічному порядку. Через це війна висвітлена нерівномірно. Окрім того, ту працю було написано, імовірно, з метою співвіднесення біблійських пророкувань і подій, сучасних до автора, але це тільки припущення. Автор праці «Історія дому Арцруні» Товма Арцруні, імовірно, використовував джерела, аналогічні до тих, якими користувався Себеос. Інший вірменський історик, Мовсес Каганкатваці, який написав у X столітті «Історію країни Алуанк», звертався до невідомих праць, сучасних війні. Говард-Джонстон вважає історії Мовсеса й Себеоса найважливішими з немусульманських джерел, що збереглись.
«Історія» патріарха Александрійського Євтихія, написана арабською, містить багато помилок, але ту працю все рівно можна використовувати. В Корані також містяться деякі деталі, що стосуються конфлікту, але їх слід сприймати вкрай обережно. Арабський історик IX століття Ат-Табарі, автор книги «Історія пророків і царів», написаної за втраченими матеріалами, виклав у ній історію Сасанідської держави.
Візантійське життя святих Феодора Сікеонського й Анастасія Перського є досить корисним для вивчення подій часів війни. «Життя Георгія Хозевіта» надає уявлення про паніку під час облоги Єрусалима. Однак є певні підозри, що тексти життя могли бути перекручені виправленнями VIII чи IX століття. Нумізматика корисна для датування деяких подій. Сігіллографія, або вивчення печаток, також використовується з цією метою. Твори мистецтва й археологічні знахідки також можуть слугувати підставою для реконструкції перебігу війни. Епіграфічні джерела чи написи мають обмежений вжиток. «Стратегікон» імператора Маврикія, який Едвард Люттвак назвав «найбільш повним візантійським польовим керівництвом», містить цінну інформацію про військову думку та звичаї того часу.